# 中俄关系史
|                                      |                               |                               |                                |
| 中国                                 | 时间                          | 重大事件                      | 俄罗斯                         |
| 大清帝國                             | 1652年                        | 乌扎拉村之战                  | 俄罗斯沙皇国                   |
| 大清帝國                             | 1689年                        | 尼布楚条约                    | 俄罗斯沙皇国                   |
| 大清帝國                             | 1721年                        | 大北方戰爭                    | 俄罗斯帝国                     |
| 大清帝國                             | 1911年                        | 辛亥革命                      | 俄罗斯帝国                     |
| 中华民国                             | 中華民國—俄羅斯關係           | 中華民國—俄羅斯關係           | 俄罗斯帝国                     |
| 中华民国                             | 1917年                        | 二月革命                      | 俄罗斯共和国                   |
| 中华民国                             | 1917年                        | 十月革命                      | 俄羅斯社會主義聯邦蘇維埃共和國 |
| 中华民国 ↓ 中华民国 ↓ 中華人民共和國 | 中苏关系                      | 中苏关系                      | 蘇維埃社會主義共和國聯盟       |
| 中华民国 ↓ 中华民国 ↓ 中華人民共和國 | 1928年                        | 北伐结束                      | 蘇維埃社會主義共和國聯盟       |
| 中华民国 ↓ 中华民国 ↓ 中華人民共和國 | 1949年                        | 国府迁台                      | 蘇維埃社會主義共和國聯盟       |
| 中华民国 ↓ 中华民国 ↓ 中華人民共和國 | 1991年                        | 苏联解体                      | 蘇維埃社會主義共和國聯盟       |
| 中華人民共和國                       | 中华人民共和国—俄罗斯联邦关系 | 中华人民共和国—俄罗斯联邦关系 | 俄羅斯聯邦                     |

中俄關係史叙述的是有史以来中國與俄罗斯之間的雙邊關係。當今中國和俄羅斯境內的民族於唐代時已有接觸，在元朝也有交流；17世纪時，俄軍入侵中國，与清軍拔剑弩张，兩國其後订立条约，此后时有往来，並保持密切的雙邊关系，但俄羅斯亦獲得了不少中國領土。1910年代，中俄兩國發生了巨大的變化：兩國原來的君主統治（大清帝國和俄羅斯帝國）分別被推翻，共和政體（中華民國和蘇聯）成立。中華民國和蘇聯互相向對方示好，又在第二次世界大戰中站在同一戰線；同時中華民國與俄國之間陷入矛盾，因為蘇聯鼎力支持中國的共產主義運動。
1949年中華人民共和國成立，中華民國政府撤退到台灣。蘇聯率先與中華人民共和國建交，適逢韓戰爆發首先進行軍事援助，史達林死後，接班人又需要中國的支持，蘇聯領導階層處處援助中國，派出的駐華大使羅申受到元首級接待。可是1950年代末中華人民共和國與蘇聯出現分歧，更爆發軍事衝突，蘇聯甚至一度向中國展開核威脅。因此，蘇聯撤銷一切對華援助，中華人民共和國也把蘇聯視為敵人，交惡30多年。中蘇關係在蘇聯將要解體時有所改善；時至今天，總體來看中華人民共和國和俄羅斯聯邦有著友好且緊密的關係，兩國在經濟貿易、文化、軍事等方面俱有合作，這在2014年克里米亞危機後，俄羅斯與西方關係惡化時尤甚。2019年6月，俄罗斯总统普京在圣彼得堡国际经济论坛全体会议上表示，俄罗斯和中国是战略盟友，但不是针对任何国家的军事联盟。

## 早期历史

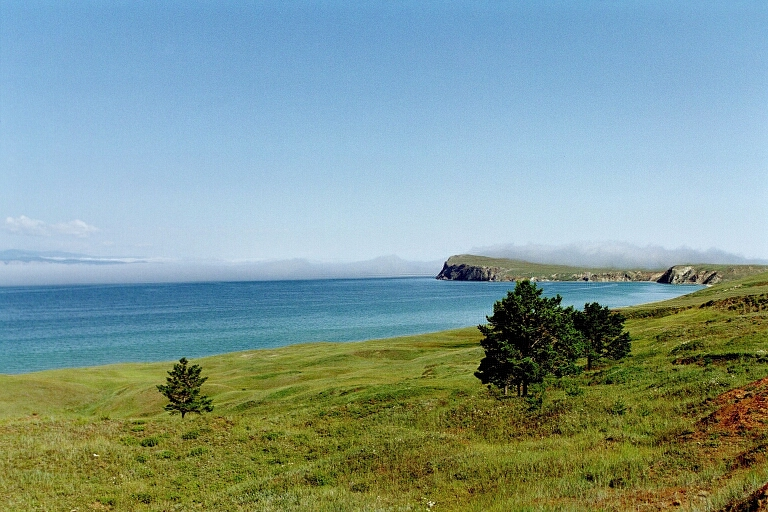
貝加爾湖曾是唐朝前期的領土，汉代苏武也曾于此放牧，当时称作“北海”，圖為貝加爾湖東南部的風景。

中國和當今俄羅斯境內的民族於唐代時即已進行過互動；當時，俄羅斯境內的貝加爾湖及其附近的一大片土地均是唐朝前期的領土:121。公元8世紀時，活跃於當今俄羅斯聯邦圖瓦共和國和蒙古国的回紇人協助唐室平定安史之亂，小寧國公主因此下嫁族人的国王英武可汗；根據俄罗斯學者的推断，英武可汗為小寧國公主興建了一座城堡，城堡位於捷列霍尔湖中央，外觀與唐代的宫殿相似。
蒙古人興起前，俄人最早接觸的東亞人應是西伯利亞鮮卑人後裔。到南宋末年，蒙古帝国揮兵直搗俄罗斯，軍隊沿着伏爾加河北上，並在伏爾加河下游建立欽察汗國，統治俄羅斯逾200年:16；一些俄裔士兵随蒙古大军抵達元朝大都，他們部分人参加了蒙古攻打金國和南宋的战争:16。
中国与俄罗斯之间的关系起源于公元13世纪至公元14世纪的元朝。据《元史》记载，至顺元年（1330年），被俘的俄国人作为元朝的军事移民，保卫了边境，开垦了土地。他的政府给了他们耕牛、种子和农具。元朝政府在北京设立了一个特别机构，负责管理这些俄罗斯人。元朝的政府善待他们，给他们银子、衣服和其他生活用品。
明朝曾设置奴儿干都指挥使司管控今中国东北地区，范围曾一度扩大到黑龙江江口以及庫頁島（當時被稱為「苦兀」）:169，永乐十一年（1413年）在其治所奴儿干城建立了永宁寺，并留下了石碑。奴儿干都指挥使司于1434年废除。

## 清朝与俄罗斯帝国

### 軍政關係
后金时代两国并无直接往来，在各自征服了周边的蒙古部落后，清朝与俄罗斯沙皇国才开始接触，清廷称俄罗斯皇帝为“察罕汗”，而俄国在一段时间内沿用蒙古人的称呼以“博格达汗”来称呼清朝皇帝。1652年，俄國征服西伯利亞的同时來到黑龍江沿岸地區，与清军发生了第一次军事冲突。1657年俄国派正规军在尼布楚和雅克薩修築城塞，之后中俄之间发生多次外交和军事上的冲突。1689年，兩國最終達成《尼布楚條約》，尼布楚被撥進俄國版圖，並認可邊境貿易:214–215。
1725年俄罗斯帝国女皇叶卡捷琳娜一世认为清政府在準噶爾之役时有求于俄国，便派遣萨瓦·弗拉季斯拉维奇-卢古辛斯基來華，商議簽訂通商條約一事；清朝沒有地圖供參考，俄國則暗中製圖，更改中俄兩國早前在《尼布楚條約》中確定的邊界。清廷沒有察覺到這點，便和俄國于1727年簽下《恰克圖條約》。雍正帝曾派遣正式使团前往莫斯科，1731年1月26日，托时使团在克里姆林宫，觐见俄国女皇安娜一世，恭贺其登基，1732年德新使团还访问了圣彼得堡。
19世纪初，俄国试图与清朝增加在广州的贸易往来。戈洛夫金奉亚历山大一世旨意率领俄国使团准备进京觐见嘉庆帝，使团于1806年1月2日到达库伦（今蒙古国乌兰巴托），但两国的谈判随后因礼仪纷争破裂，2月俄国使团也被清朝驱逐出境。
第二次鸦片战争時，俄國迫使清政府于1858年签订《瑷珲条约》，把約60万平方公里的中国领土撥归俄國版圖，又規定一片乌苏里江以东的中国领土由中俄兩國共同管理。1860年，俄國與清政府簽下《中俄北京條約》，把海參崴在內的一大片中國領土割讓給俄國；時至今天，海參崴是俄屬遠東第一大的港口城市。19世紀末，俄國干涉清朝和日本關於遼東半島的糾紛，並強行租借大連和旅順:25。1871年，俄國趁阿古柏在天山南路宣布獨立之時，出兵新疆伊犁地區:125。1881年，上海公共租界開通中國最早電話，清朝與俄國締結《伊犁條約》，決定其中亞國境:119。清國賠償俄國軍費，並收回伊犁九城及特克斯等地，但俄國取得霍爾果斯河以西地區:125。

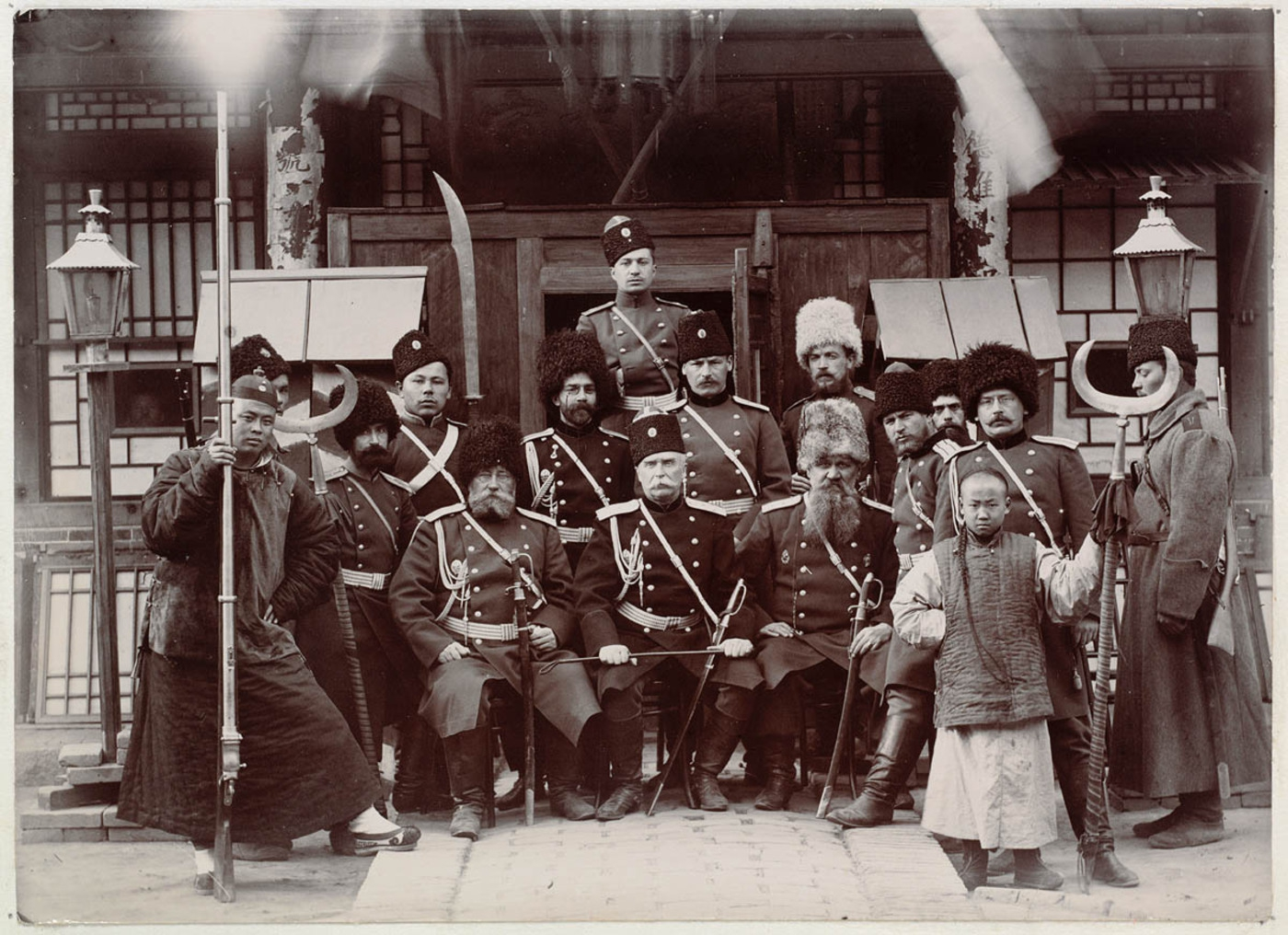
俄軍是八國聯軍的一員，圖為八國聯軍中的俄羅斯士兵。

19世纪晚期俄国开始修建西伯利亚铁路。由于之前割让给俄罗斯的阿穆尔河地区自然条件恶劣，俄国开始酝酿修建横穿满洲地区、直达符拉迪沃斯托克的的铁路。为使清政府同意其筑路计划，俄国开始拉拢与清政府的关系。1894年甲午戰爭後，俄国联合德国和法国反对日本割让辽宁，作为干涉的结果，滿洲里及奉天府等城市落入俄國的勢力範圍:243。1896年，尼古拉二世加冕，清廷遣李鴻章赴俄國致賀；期間，雙方訂立秘密條約，以中俄两国联合抗日为名，容許俄國把西伯利亞鐵路伸展至中國東北地區，建立東清鐵路:6,8，又賦予俄國在鐵路沿線的執法權力和採礦權:167。1900年8月，爱国军民对沙俄还击，成功收复被佔的瑷珲。
1890年，義和團在中國冒起，團員破壞基礎建設、又佔據多個城市，其後更包圍公使館街，引起俄國在內的八國聯軍侵華:246。俄國以平定義和團為由出兵中國，攻佔吉林及奉天等地，中國東北大部份土地也落入了俄國勢力範圍；懼怕俄國勢力的英國在1902年與日本結盟，以防止俄軍再下一城:246。戰火平息後，清廷向多國支付合共為45,666萬兩的賠償金；俄羅斯取得約13,243萬兩（佔總金額的29%），是獲得最多賠款的國家:247。
尼古拉二世在位時的俄國推行了多項帶有帝國主義色彩的對外政策；當時的俄羅斯為了稱霸太平洋而侵略满洲地区，因此爆發日俄戰爭:25。日俄戰爭是日本和俄羅斯為爭奪在中国东北的利益而爆發的衝突，主战场為中国东北地區；因此，中国东北地區受到深重的影響，大量平民死於战火中、或是流离失所，糧食短缺严重，房屋、田地和財產均受损坏。
自17世纪起，俄國以渗透的方式擴大其在清朝領土唐努乌梁海的影響力，20世纪初年，俄羅斯以「保护」為藉口吞併唐努乌梁海，事前沒有與中國簽訂任何条约。

### 經貿關係

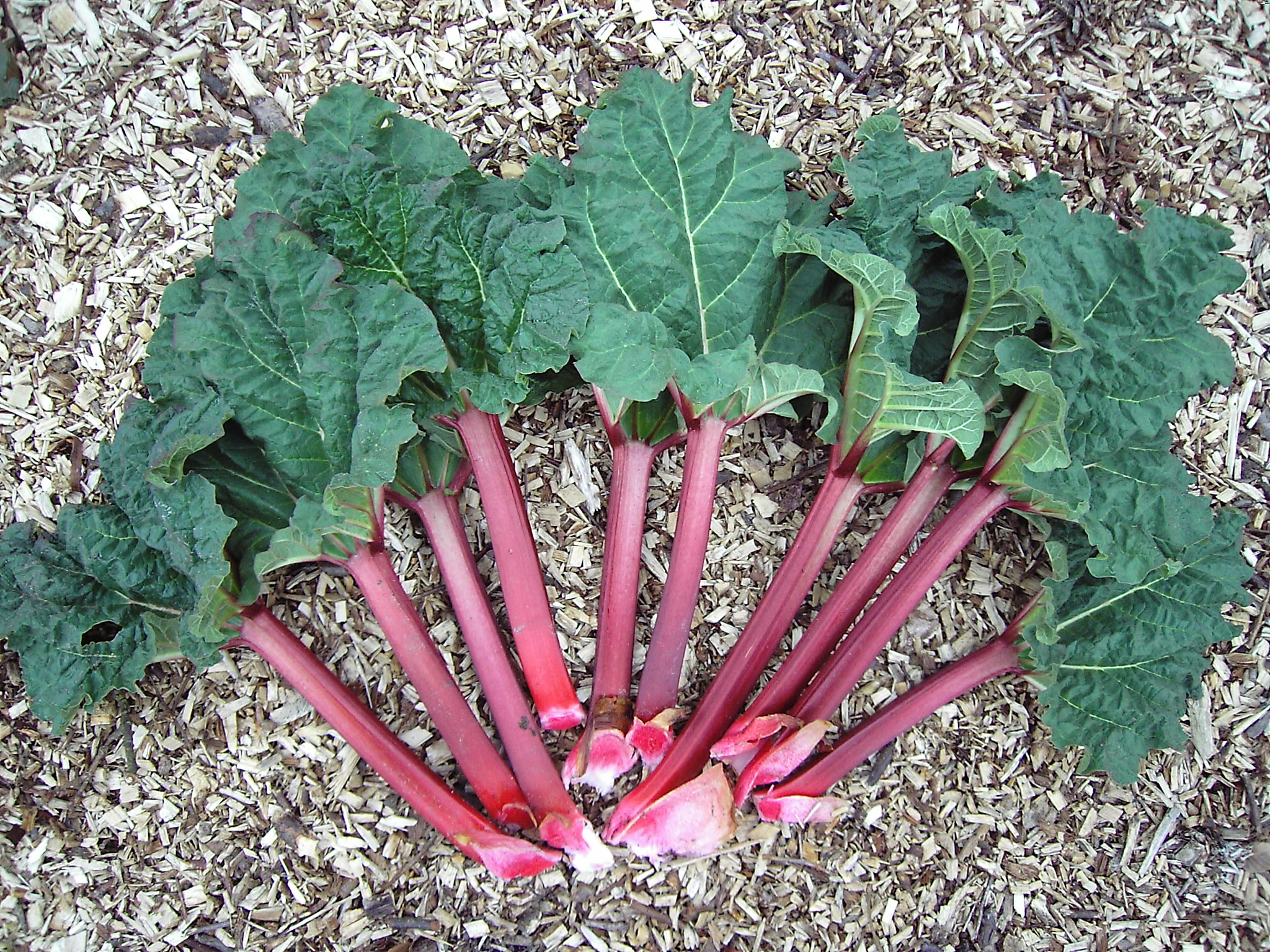
中藥「大黃」在俄羅斯一度非常暢銷，圖為波葉大黃。

中俄兩國在明代已有大规模的貿易往來。清朝初年，俄国主要希望透過與華貿易來獲取商业利润，清廷與俄国贸易則是為了處理兩國之間的政治糾紛；1861年以前，清廷負責管理中俄雙邊貿易事務的部門為理藩院。清朝時，俄罗斯是山西一帶商人的主要对外贸易伙伴。
中國與俄羅斯的經貿關係在兩國簽訂《尼布楚条约》後正式展開；《尼布楚条约》被稱為中俄貿易的起始性条约，容許两国持护照的人民越界贸易。兩國其後簽訂《恰克图条约》、《瑷珲条约》、《北京条约》及《天津条约》等協约，進一步規範中俄貿易的地点、性質，以及有關的稅務政策。中藥大黃在俄羅斯一度非常暢銷，利润也頗為可观：大黃的进口价約為12卢布，轉運到圣彼得堡後，價錢隨即上升至110卢布。由於大黃主要在恰克图進口，恰克图的貿易曾因大黃而繁荣起來。
1851年，清朝和俄羅斯簽訂《中俄伊犁塔爾巴哈臺通商章程》，允許俄國在伊犁、烏魯木齊和塔爾巴哈臺設立貿易圈，大量俄國商人因而移居到中國:382。

### 文化關係

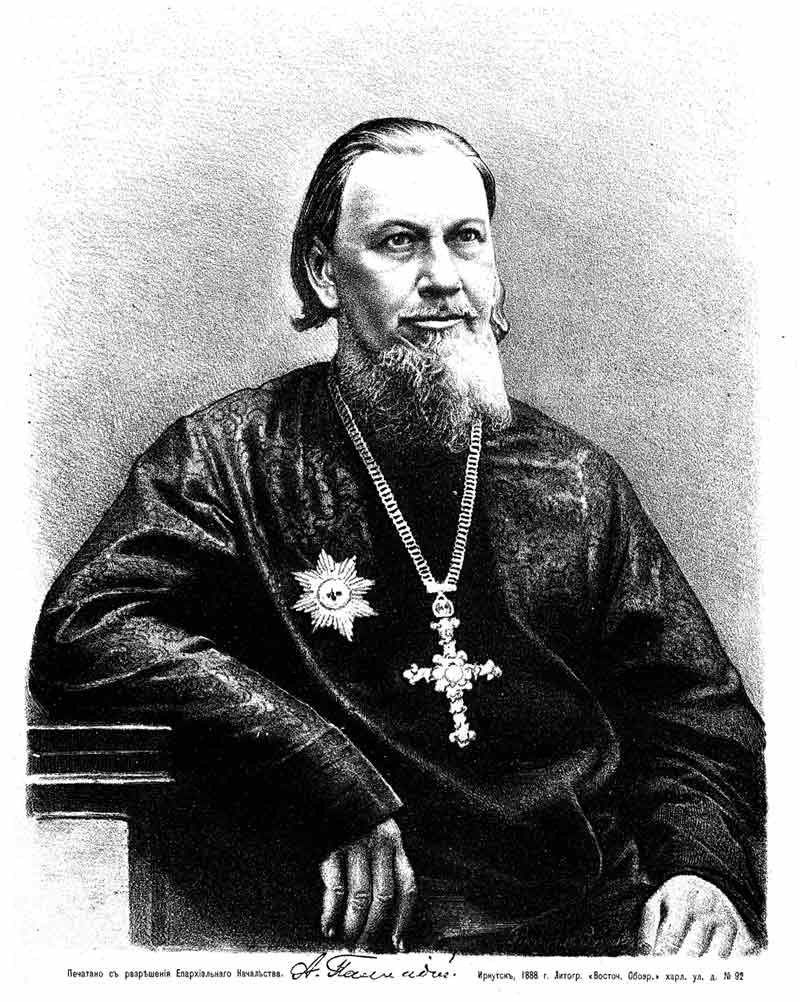
俄羅斯漢學家彼得·卡法罗夫，他翻譯了一些關於中國宗教的文獻。

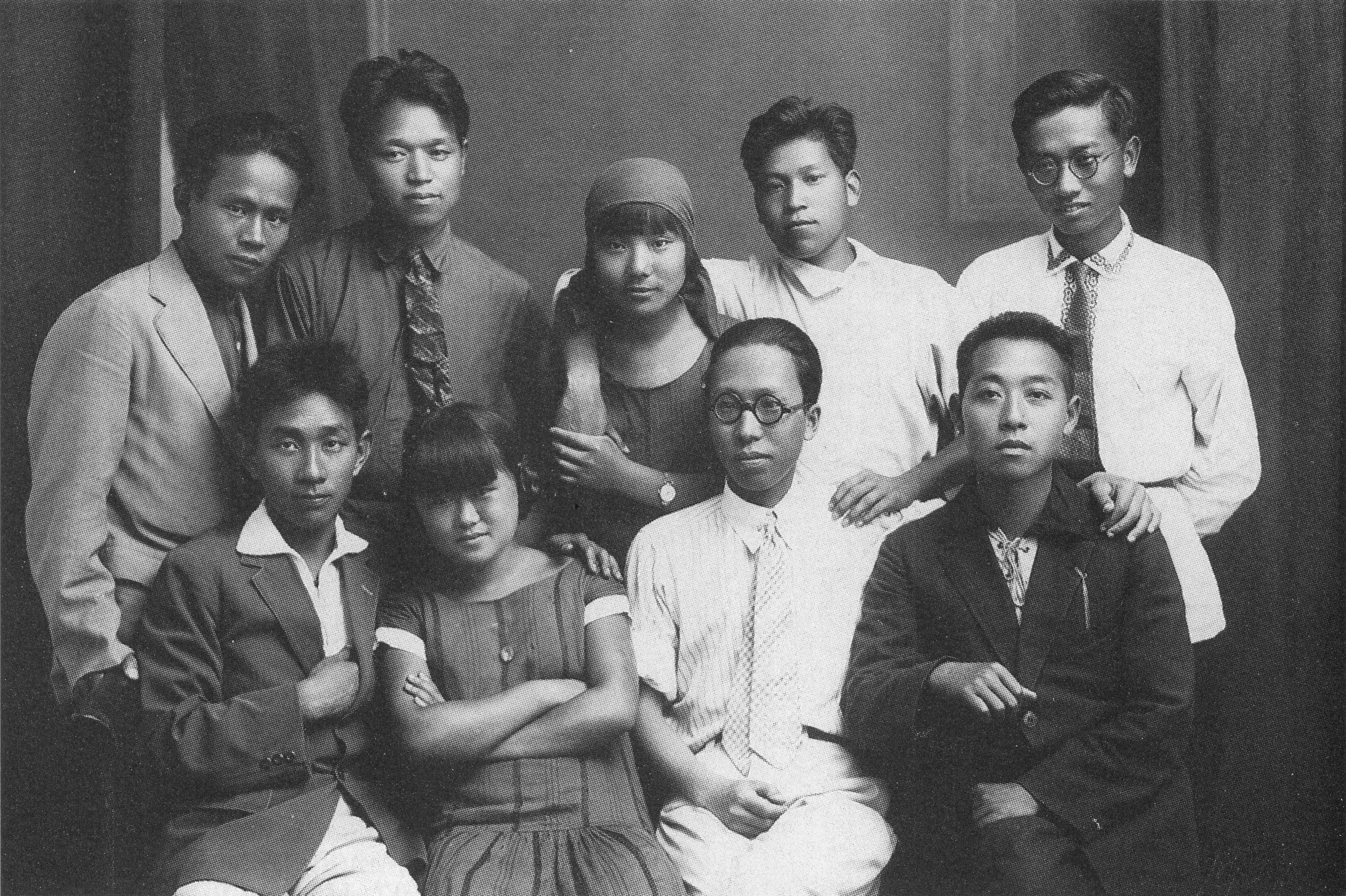
莫斯科中山大學是一所專門為中國勞動者而設的學府，圖為該校的一群學生。

一些學者根據考古發現和文獻記載，認為中國文化在漢朝時已傳到俄羅斯，但當時的中俄文化關係是單向的，俄國文化沒有傳到中國；另外，蒙古人在13世紀時把中國的文藝工作者和工藝品帶到俄羅斯，令中俄文化有了直接的接觸:5。
17世紀中旬，俄國佔據黑龍江的雅克萨，在當地興建東正教教堂和修道院。1680年代，一批俄國俘虜把一座清廷給予他們的佛教廟宇改建為東正教教堂，該座教堂即是現在的哈尔滨圣·索菲亚教堂；他們又在中國生兒育女、開枝散葉，2個世紀後發展為五大家族。
俄罗斯东正教會在18世纪開始派遣使团來華，該使团在1727年达成明确条文，開始長驻北京，使团其後获得康熙帝赏赐俸祿、封授官銜，比其他派駐北京的教士更能獲得清政府优待。赴華傳道的俄羅斯教士团在中俄兩國之間的文化交流扮演重要角色；當時，遣使來華是俄國培養漢學家的方式:1–2。一些教士在中國學會了漢語、滿語、蒙古語以至藏語，回國後在俄羅斯教授這些語言；他們又翻譯不少中國典籍，促進了中華文化在俄羅斯的傳播:2。18世纪初的清朝渴求通曉俄語的人才，而當時的俄國也希望培養能操漢語和滿語的國民:31。於是，俄國在清廷同意下派遣留學生來華；他們跟隨傳教士到北京，是近代歐洲第一批官學生:31。清廷十分重視他們，為他們安排教師和飲食:31。
18世纪後期，俄國出現了一股中華文化熱潮，中國文化盛行於莫斯科、聖彼得堡、喀山等城市，其後更擴展至西伯利亞和俄屬遠東；當時，王公貴族的宮殿、府第收藏了不少中國工藝品和文物（如古錢、扇子、剪紙等），也有很多中式家具和佈置，有些皇宮的大門前更有石獅子:41。
19世纪時，尼古拉一世向中國求書，又特別索要佛經《丹珠爾》，道光帝便把約800冊藏於雍和宮的佛教經典送給俄國；為了答謝清帝贈送典籍，俄羅斯政府精挑細選了700本具學術意義的俄國圖書，回贈予中國:35–36。清政府贈予俄國的典籍只有宗教經典，俄國回贈中國的圖書卻涵蓋了357個領域，如科技、外交、軍政、數學、文學等，大多是由學術權威所撰；但是，這些書的語言都是甚少中國人明白的俄語，清政府又不知道這些書的價值，因此有人主張把書送還，朝廷最終決定封存這些圖書，但不怎麼重視它們:36–38。後來，有學者建議把書譯為漢語，並出版這些書籍，惟未能成事:38。
俄國文学家列夫·托尔斯泰曾致函辜鸿铭，表示自己對中国人的生活感兴趣；他曾閱讀孔子和孟子的著作，也曾嘗試了解中国的宗教信仰。
俄羅斯漢學沒有受到西歐漢學的影響，是一門獨立的學派；俄羅斯帝國時期的著名漢學家包括瓦西里·瓦西里耶夫、伊凡·扎哈羅夫、彼得·卡法罗夫、阿列克谢·列昂季耶维奇·列昂季耶夫、尼基塔·比丘林等，他們翻譯了大批中國書籍，其中比丘林撰寫和編譯了中國不少地方的地方志，瓦西里耶夫和卡法罗夫則翻譯了一些關於中國宗教的文獻:16–17。
1900年，俄羅斯人把秋林洋行引進到哈爾濱，在當地販售大列巴等的俄式小食，頗為暢銷:71。
中國第一家電影院位於哈爾濱，由一個姓考布切夫的俄羅斯人於1902年設立:138。
整理元素週期表的俄國學者德米特里·門捷列夫曾在1900年代建議俄羅斯與中國締結緊密的聯盟，又表示中國會成為如同俄國的泱泱大國；他認為中俄結盟可避免黃禍，並確保世界太平。

### 双方敏感问题

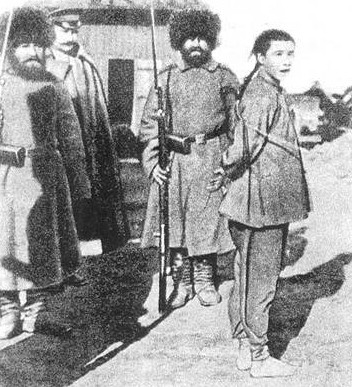
海兰泡惨案中，俄军绑缚中国人准备屠杀

1900年7月17日至21日，八国联军之役期间，俄罗斯帝国以义和团破坏东清铁路为借口，对海兰泡和清朝管辖下的江东六十四屯两地中国居民进行大屠杀，共造成约7000名中国无辜居民死亡。因1900年是农历庚子年，所以海兰泡惨案和江东六十四屯惨案被合称为庚子俄难。“庚子俄难”一名来源自周继功的《庚子俄难》一文，该文被收录于《瑷珲县志·第八卷》。
庚子俄难中，海兰泡惨案的目睹者，无不感到“毛骨悚然和为之心碎”。一位参与大屠杀的义勇兵对屠杀场景有如下描述：杀人的一方，完全灭绝人性，他们不是魔鬼，便是畜牲。在人世间竟能看到如此惨景，简直就是一场恶梦。如果被杀的人都是些还有挣扎能力的男子的话，也许不会如此凄惨，但是当看到一些紧搂婴儿、企图逃脱的母亲被纷纷刺倒，从怀中滚落的婴儿被碾得粉碎时，只有那些完全没有人性的野兽才能禁得住。连俄国的一位将军也在日记中写道：黑龙江悲剧是俄国人避而不谈的话题。

### 重要事件
- 1689年尼布楚条约
- 1727年恰克图界约
- 1851年中俄伊犁塔尔巴哈台通商章程
- 1858年瑷珲条约
- 1858年中俄天津条约
- 1860年中俄北京条约
- 1864年中俄勘分西北界约记
- 1879年里瓦几亚条约
- 1881年伊犁条约
- 1896年中俄密约
- 1898年旅大租地条约
- 1900年海兰泡惨案
- 1900年八国联军之役
- 1901年辛丑条约
- 1902年交收东三省条约
- 1904年日俄战争
- 1911年满洲里界约

## 中华民国大陆时期

### 軍政關係

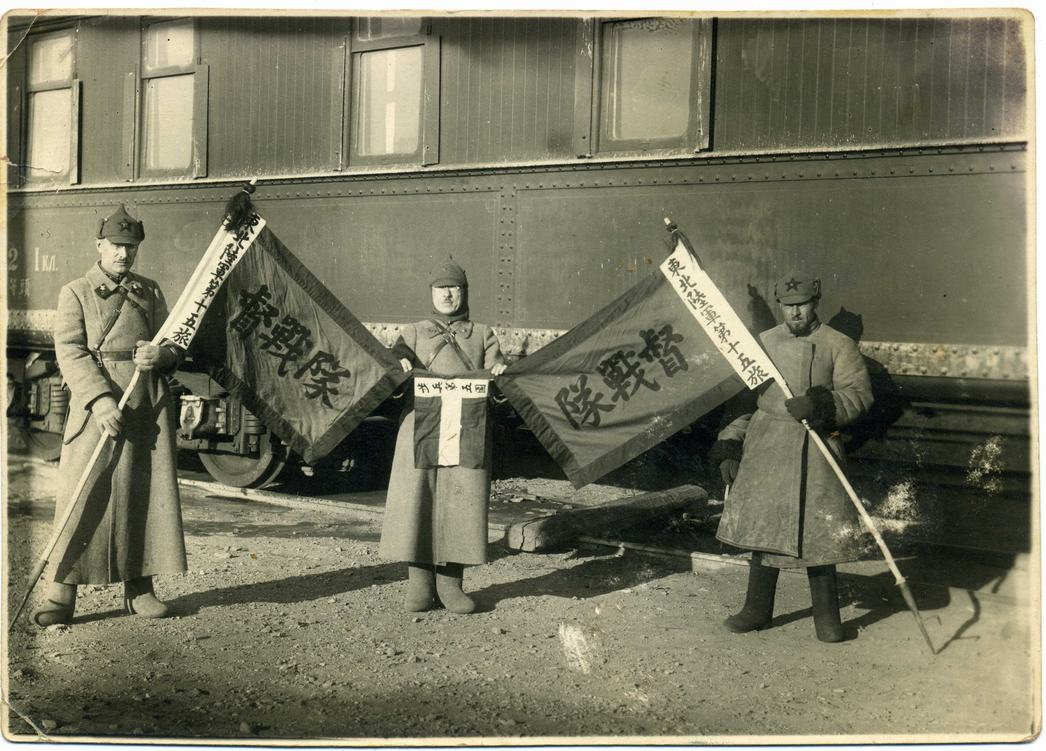
中蘇兩國曾因東清鐵路問題而爆發衝突，圖為幾名擄獲東北軍旗幟的蘇聯紅軍。

日俄戰爭失败后，俄國改為侵略蒙古地區，又推動蒙古獨立為國:25。1912年，蒙古與俄羅斯簽署協定，打算讓外蒙古成為俄國的保護國；後來，中華民國與俄羅斯簽下《中俄蒙協約》，可保留對外蒙古的宗主權，但已損失不少利益:25。
第一次世界大戰時，大量華工在摩尔曼斯克、莫斯科、圣彼得堡、叶卡捷琳堡等地從事工業；5万名华工被俄國政府编入作战部队，也有逾10万名華人被遣到前线，負責軍事工程，不少华工因而戰死沙場。
1917年十月革命後，俄國成了奉行社會主義的國家，即蘇維埃俄國（後演变為蘇聯）。日本和部分歐洲國家隨即對俄國局勢展開干涉；蘇俄為了抗衡這些國家，宣佈無條件放棄在中國的特權，又取消兩國間的秘密協議:210，列寧也曾經表示要廢除全部中俄兩國的不平等條約:662。
1918年，十月革命開始牽連到中亚地區，不少白軍將領等军官逃到新疆，對當地人的生活造成扰乱；一名姓阿连科夫的帝俄军官策劃暴动，事敗被捕，他被软禁了一段時間，其後被引渡到苏联处死。新疆督军杨增新坚持沒收白軍將領和军官的兵器，又妥善地安置他们，試圖避免苏联红军前來追捕，但後來苏军多次到新疆作战；追捕期間，苏军再次佔據中国在1919年收复回來的唐努乌梁海。
1919年，成立於莫斯科的第三國際派員來華，與知識份子會面，建議成立中國共產黨，又表示願意提供協助:12。1920年代，中國共產黨與中國國民黨在蘇聯和第三國際的推動下聯手合作，是為第一次國共合作；國民黨又決定「聯俄容共」，採用蘇聯共產黨的民主集中制，接受共產黨員加入國民黨。蘇聯同意援助中國統一和獨立，第三國際則派遣軍事顧問來華:210。1925年，中華民國的締造者孫中山簽署《致蘇聯遺書》；他在遺書中稱蘇聯為「自由的共和國大聯合之首領」、「不朽的列寧遺與被壓迫民族的世界之真遺產」，又希望中國與蘇聯會在往後的日子裡通力合作，並「以兄弟之誼祝你們平安」:64–65。
第三國際曾經對中国共产党拥有最高权力；雖然第三國際大力促成了第一次國共合作，但他們其後給予中国共产党錯誤的指導，令中共领导人沒有打擊国民党內部的右派勢力，導致第一次国共合作破裂。國共兩黨合作期間，蔣介石到蘇聯進行考察，回國後隨即致函辛亥革命元勳廖仲愷；他在信中表示，蘇聯圖謀令共產黨成為正統的中國政府，又有意吞併一些少數民族在中國的聚居地，批評蘇聯是改名易姓的帝國，反對中華民國與蘇聯合作:136。
1924年，苏联當局與张作霖的奉系军阀簽訂《奉俄协定》，是苏联首次与中国地方政府签訂协議；由於苏联是主权国家、奉系军阀則只是地方政府，此协约被質疑抵觸国际法中的规定。
1927年11月17日凌晨，张发奎、黄琪翔等人在广州发动政变，改组国民党广东省党部，即广州张黄事变。南京国民政府认为，此事为苏联一手操纵。12月11日又爆发广州起义。12月14日，南京国民政府发布了对苏联的断绝邦交令。 
1929年，張作霖之子張學良試圖收回蘇聯在滿洲地區北部的特殊權益；他首先奪回蘇聯在東清鐵路的特權，蘇聯抗議並要求賠償，但沒有進一步行動。其後，張氏轄下的有關部門就東清鐵路一事提出交涉，蘇聯同意讓中國人出任鐵路要職。1929年中旬，張學良派員搜查蘇聯駐哈爾濱總領事館，又逮捕大量蘇方人員，試圖奪取東清鐵路路權；蘇聯當局提出抗議，宣佈中國駐蘇聯的外交代表機構不再享有治外法權，但張學良不為所動，在1個月後以蘇聯違背《奉俄協定》為由，收回東清鐵路管理權，又派人查封蘇聯企業、拘捕蘇聯人員。蘇聯方面起初希望召集會議，和平解決事件，但國民政府仍然態度強硬；同月，蘇聯政府宣布斷絕與中國的外交關係。中蘇兩國隨後激戰3個月，是為中東路事件；最終，中方落敗，與苏联簽署《伯力會議議定書》:201–202。事件中，蘇聯和第三国际要求中國共產黨「武装保卫苏联」，但當時中國的民眾普遍不支持此主張。
1928年，蔣介石搜捕共產黨人，中共中央因此決定在莫斯科郊外舉行第六次全国代表大会，是唯一一次在中國境外舉行的党代会:146。
1931年，中華蘇維埃共和國在11月7日（十月革命紀念日）成立；中華蘇維埃共和國的社會、軍制、政制以至國號均是仿傚苏联，也有不少以俄國歷史人物命名的學校（如「高爾基戲劇學校」），憲法大綱明文確定苏联為其盟友:109–110。1932年12月12日，中苏两国恢复外交关系。

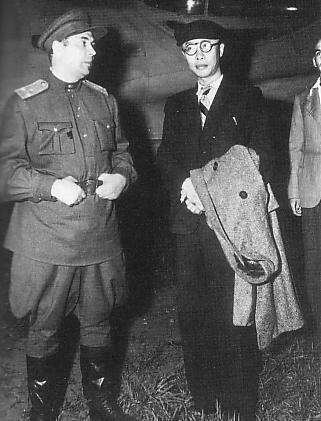
溥儀與一名蘇聯軍官，攝於1946年8月。

1937年，日軍在七七事變後大舉侵略中國，中国抗日战争爆发；中華民國與苏联都意识到最大的威胁是大日本帝国，兩國外交關係恢復。蘇聯與中國簽下條約，運送物資來華，又派遣飛行員和軍事顧問南下，援助中國抵抗日軍。1939年，蘇聯將領朱可夫在諾門罕戰役中率兵擊敗關東軍，殲滅了逾13000名日本兵，擊落約200架日本軍用飛機:125–126。作為《非戰公約》簽署國的苏联在七七事變前不干預中日之間的糾紛，這是因為苏联的利益在事變前並未受威胁，苏联也擔心介入远东會對自身構成危險；苏联援華抗日，既加快了抗战的結束，也成功取得战略主动。
1941年，苏联與日本簽訂《蘇日中立條約》，苏联承認「滿洲國的領土完整和不可侵犯」，日本則表示尊重「蒙古人民共和國的領土完整」:357；條約签订后，中国舆情太多批评苏联的決定，但中国共产党表示相信苏联是中国抗日的可靠合作者，又认为條約能改善苏英关系、美苏关系和国共关系，引起舆论指责中国共产党。
1944年，唐努乌梁海被苏联併入其領土，成為俄羅斯蘇維埃聯邦社會主義共和國的圖瓦自治州；中華民國不予承認，又通過大使向蘇方提出抗議，惟蘇聯方面沒有回應。
1945年上半年，苏联和英國、美兩國舉行雅尔塔会议。為了使苏联加入與日本交火，令太平洋戰爭提早結束，美國承諾容許苏联恢復在旅順、大連和東清鐵路，又承認外蒙古獨立；苏联要求美國設法讓中華民國接受上述條件，中華民國與苏联最終在同年8月簽訂《中蘇友好同盟條約》，規定中蘇兩國合作抗日。1945年8月8日，蘇聯以日本堅持戰爭、破壞和平為由，對日宣戰；同月，蘇軍攻佔滿洲國首都長春，又逼令滿洲國皇帝溥儀乘坐的航機回航，把溥儀俘虜，並將他押至西伯利亞:395–396。

### 經貿關係
1939年中旬，中华民国和苏联的代表在莫斯科签订《中苏通商条约》，規定兩國須在税項、通关手续等事宜上给予对方最惠国待遇，又容許兩國在雙邊貿易時检验和限制另一國出口的貨物。

### 文化關係
十月革命後，蘇聯獨有的漢學開始形成；莫斯科東方學研究所、全俄東方學家學會等學術機構先後成立，也有不少東方學雜誌和刊物出版。當時的知名漢學家包括瓦西里·米哈伊洛维奇·阿列克谢耶夫、博里斯·弗拉基米爾佐夫等人，他們的研究涵蓋中國考古學、中國文化史、蒙古學等範疇。
瞿秋白是十月革命後首個到蘇聯採訪的知識份子；他在當地創作了大量的散文和時事通訊，又開始研習馬克思列寧主義和俄國文化，撰寫相關的書籍:45, 57。瞿秋白在俄羅斯生活了2年；回國後，他專心鑽研和推廣俄國文化:59–60。
东方劳动者共产主义大学（又稱莫斯科东方大学）由布爾什維克创立，专门負責培训東方世界人民和俄羅斯東部的少数民族，使他們成為共產主義者；大学招收不少中國學生，他們大多由中國共產黨选派，需接受严格和具紀律性的训练。截至1924年，莫斯科东方大学約三分之一的的外国學生為中國人；該校首批中國學生包括罗亦农、刘少奇、任弼時、曹靖华、蔣光慈等人。
孫中山病逝後，蘇聯當局決定在莫斯科開辦一所專門為中國勞動者而設的學府（即後來的莫斯科中山大學），又向國民黨招募學生；雖然統計數據顯示中山大學的學生多為國民黨人，但當時的「聯俄容共」政策允許共產黨員加入國民黨，因此有學者估計身為共產黨員或共青團員的學生實際上佔了近68%:243–245。
1945年8月，苏軍進駐被日本佔據40年的旅大（即現在的大連）；為了使當地人民能對蘇聯有更深的了解，苏軍於翌年創辦一份名為《實話報》的中文報章，介紹蘇聯的文化、經濟、地理和歷史，報導中國和世界的重大新聞事件，抨擊國民黨和美國，宣傳中蘇友好。

### 双方敏感问题
参见：苏联进军中国东北
1945年美國為了盡快結束太平洋地區對日戰爭，降低美國的損失，於是於1945年在雅爾達美國總統羅斯福、英國首相邱吉爾、蘇聯人民委員會主席史達林三國領袖達成《雅爾達協議》，要求蘇聯進軍中國東北，蘇聯於1945年8月8日日本投降前夕對日本宣戰，進軍東北，佔領城市後最早動手的第一件事情，就是在哈爾濱、長春、瀋陽等城市的要衝，興建「蘇聯紅軍烈士紀念碑」。
苏联红军对战败的日本人进行抢掠施暴，苏联屠杀日本战俘和日本侨民，许多来不及撤回日本的侨民被苏军屠杀。典型的例子有牡丹江事件、麻山事件和葛根庙屠杀。此外還有來不及撤退的日本兵和日本女兵或被俘虜的日本兵和女兵，一同送往西伯利亞集中營強迫奴役或非人道虐待(毆打、強姦、處死、酷刑)據說這些日本俘虜在西伯利亞集中營裡，每年死亡人數大約5萬左右，紅軍高層軍官默許對俘虜的虐待，蘇聯因為戰後男女人口嚴重失調，蘇聯女兵和蘇聯男兵將目光注視到俘虜，進行強姦或輪姦的行為，據說蘇聯俘虜日本兵的總數是60萬，從西伯利亞送回日本的俘虜在20萬左右，外加幾船的骨灰。
同时，苏联亦对中国东北的平民进行骚扰。當時，蘇聯佔領軍統帥部是設在長春市的日本關東軍司令部內，其首領為馬林諾夫斯基元帥，而瀋陽市的防衛，則是由俄國城防司令卡爾可夫少將負責的。然而，苏联军队军纪败坏，會在光天化日之下洗劫來往行人，在市內，一入黃昏，便人人自危。因為俄軍會隨意用卡車搬走老百姓的東西，再怎麼喊叫、呼救都沒有用，反而會被一腳踢倒在地上，撞得頭破血流。年輕的婦女們，早把頭剃得光光的，胸部也緊束起來，穿上男人裝，以求自保。苏联士兵甚至使用機關槍射殺，對孩童施暴。龙应台对此评论道，在紀念碑落成、要求「長春各界人士」向紅軍致敬的同時，紅軍正在城裡頭燒殺擄掠。在大街上對婦女施行強暴，；连中共东北民主联军松江军区司令员卢冬生也因制止苏联红军抢劫而遭枪击致死。而蘇聯軍隊任意進入住宅，以刀槍威嚇強奪物品與姦殺婦女，苏联当地进行的抢劫和强奸妇女的行为引起了当地人的恐慌，造成了恶劣的影响，當時東北人均抱怨：｢走了個小鼻子，來了個大鼻子。｣当地人对苏联红军的厌恶远超过日本殖民者。在此期间苏军的行为甚至影响了后来中华人民共和国与苏联的关系。

### 重要事件
| - 1915年中俄蒙协约 - 1921年策勒村事件 | - 1929年中东路事件 - 1945年中苏友好同盟条约 |

## 中华人民共和国与苏联

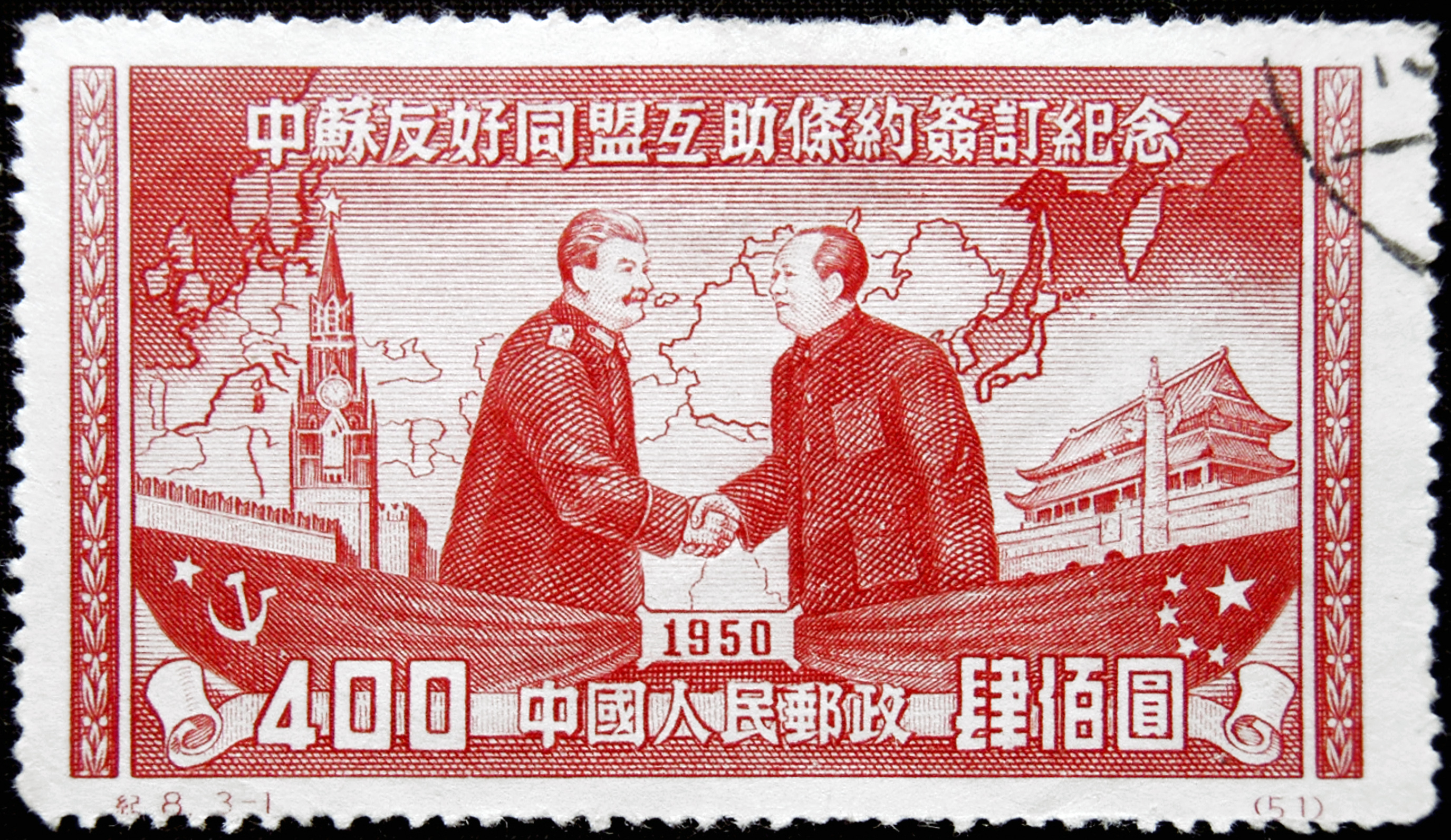
中华人民共和国发行於1950年的《中苏友好同盟互助条约》纪念邮票，可見毛泽东和斯大林正在握手。

### 軍政關係
1949年6月，中國共產黨中央委員會主席毛澤東提出「一邊倒」外交方針，認為蘇聯的授助對中國的「革命勝利」很重要，主張新中國應站在蘇聯的社會主義戰線上，認為只有反帝國主義陣營才會給予中國真正的援助:16；當時的中共領導人把蘇聯的現代化經驗視為模範:49。
1949年10月，中華人民共和國成立。蘇聯是首個承認中華人民共和國、並與之建立邦交的國家；1949年10月2日，蘇聯表示願意與中華人民共和國建立外交關係，中方於翌日同意兩國建交:4。同月7日，蘇聯驻中华人民共和国大使尼古拉·瓦西里耶维奇·罗申到达满洲里，時任中央人民政府政務院總理周恩來、副總理董必武等人亲自迎接他；中華人民共和國政府以此種礼遇接待大使，在現代外交史上並不常見。中华人民共和国驻蘇聯大使王稼祥在1949年10月20日起程離國，周恩來總理親自為他送行；當天，時任中共中央主席兼中央人民政府主席的毛澤東親自致函蘇共中央總書記兼蘇聯部長會議主席斯大林，向後者介紹王稼祥的職責，是中華人民共和國唯一一次由最高領導人親自為駐外大使寫介紹信。
1949年12月，毛澤東以給斯大林祝壽為名，出訪蘇聯；同時，中國國內也舉行了各式各樣的祝壽活動，如酒會、巡遊等，不少團體和學校均有致送賀禮。毛澤東乘祝壽之機，和斯大林商談签订条约一事，但斯大林刻意迴避。祝寿完後，毛泽东待在孔策沃别墅內发牢骚，不肯出外参加活动，令斯大林尴尬，更有谣言指斯大林软禁毛泽东，亦有傳朱德和刘少奇政变；後來，毛泽东向記者暗示，如果中蘇兩國無法簽訂條約，他就不會回國。斯大林只好让步，在1950年1月2日同意订立同盟条约；於是，毛泽东致函周恩来，派其赴蘇跟斯大林谈判。
1950年2月14日，中蘇兩國簽訂《中蘇友好同盟互助條約》和另外兩份協定，規定如中蘇其中一方遭到日本或其盟國攻擊，陷入戰爭狀態，另外一方便需盡力援助；蘇聯方面也承諾在1952年前把東清鐵路移交中國、在5年內給予中國合共3億美元的貸款（年利率為1%），又同意把大連交由中國管轄、把蘇軍撤離旅順:18。同時，中蘇兩國承認蒙古人民共和國為獨立國家:18。

蘇聯第64航空軍隊旗，該部隊於韓戰期間曾駐屯中國東北部、以當地為行動據點入朝作戰。

1950年，為了要求聯合國承認中華人民共和國、同時表明中蘇兩國是團結的，蘇聯退出聯合國安全理事會；蘇聯又聲明，只要安理會內有國民黨人員，蘇聯代表就不會參與其中。同年6月，朝鮮戰爭爆發；時任美國總統杜魯門宣佈美國將支持大韓民國，毛澤東在翌日的會議上抨擊美國的決定:37。其後，聯合國安全理事會通過決議，出兵朝鮮半島；中華人民共和國派遣中國人民志願軍兵援朝鮮民主主義人民共和國，蘇聯本決定派空軍支援，但其後改變決定，令志願軍要在沒有空軍掩護的情形下渡過鴨綠江:39。後來，中華人民共和國再次派遣部隊入朝作戰，得到蘇聯的援助:40，而蘇方也組建了第64航空軍駐華，該部隊編制存在期間，曾以鞍山:194、安東等中國東北部的機場作為基地和赴朝參與空戰的據點:199。朝鮮戰爭加強了中華人民共和國和蘇聯之間的軍事和政治合作，也幫助蘇聯實踐其在遠東地區的戰略目標:165–166；此後，中蘇兩國進入「蜜月期」:48。
1953年3月5日，斯大林去世，中華人民共和國政府宣布全國誌哀3天，舉國下半旗，全國各地的企業、學校、團體須暫停娛樂活動；毛澤東又在翌日致電蘇聯領導人吊唁，感謝斯大林對中華人民共和國的幫助和支持。後來，馬林科夫和赫魯雪夫先後成為蘇聯最高領導人；1956年上半年，蘇共中央第一書記赫魯雪夫在蘇聯共產黨第二十次代表大會上否定斯大林，中國共產黨對上述言論的看法並不一致:74。
蘇共二十大後，一些東歐國家和蘇聯出現了矛盾，其中波蘭與匈牙利兩國更在1956年先後爆發危機，赫魯雪夫向中國共產黨求助；蘇聯在事件後期接受中國的意見，成功維護了當時社會主義陣營的團結。1957年11月，毛泽东赴蘇聯出席十月革命40周年慶祝活動和莫斯科會議；他在十月革命慶典上表揚蘇聯的成就，又在莫斯科會議上表示只有蘇聯才能做社會主義陣營的首領:74。
中苏兩國在苏共二十大後已開始论战，兩國在意识形态等问题上有着不同的认识，又就马克思主义理論和社会主义建设發生争论；蘇共組織約40個共產主義政黨發表批評中共的決議或聲明，中共則分別以九篇文章批判赫鲁晓夫（即「九評蘇共」）:78。1958年，中苏關係開始惡化:58。史學界對中苏關係惡化的原因有不同說法，分別主張中苏關係惡化是因為国家利益、意识形态、领導人和发展道路的緣故；中苏交恶引起了兩國的边界冲突，也大大影響兩國的政治和经济狀況，並造成共产主义运动分裂。
赫鲁晓夫下台后，中共中央曾嘗試修補中苏关系，惟未能成功；其後，列昂尼德·伊里奇·勃列日涅夫當選蘇共中央第一書記，成為蘇聯最高領導人，他在中苏边界部署更多兵力和軍備，又在远东地区配备了能夠进行核攻击的轰炸机。

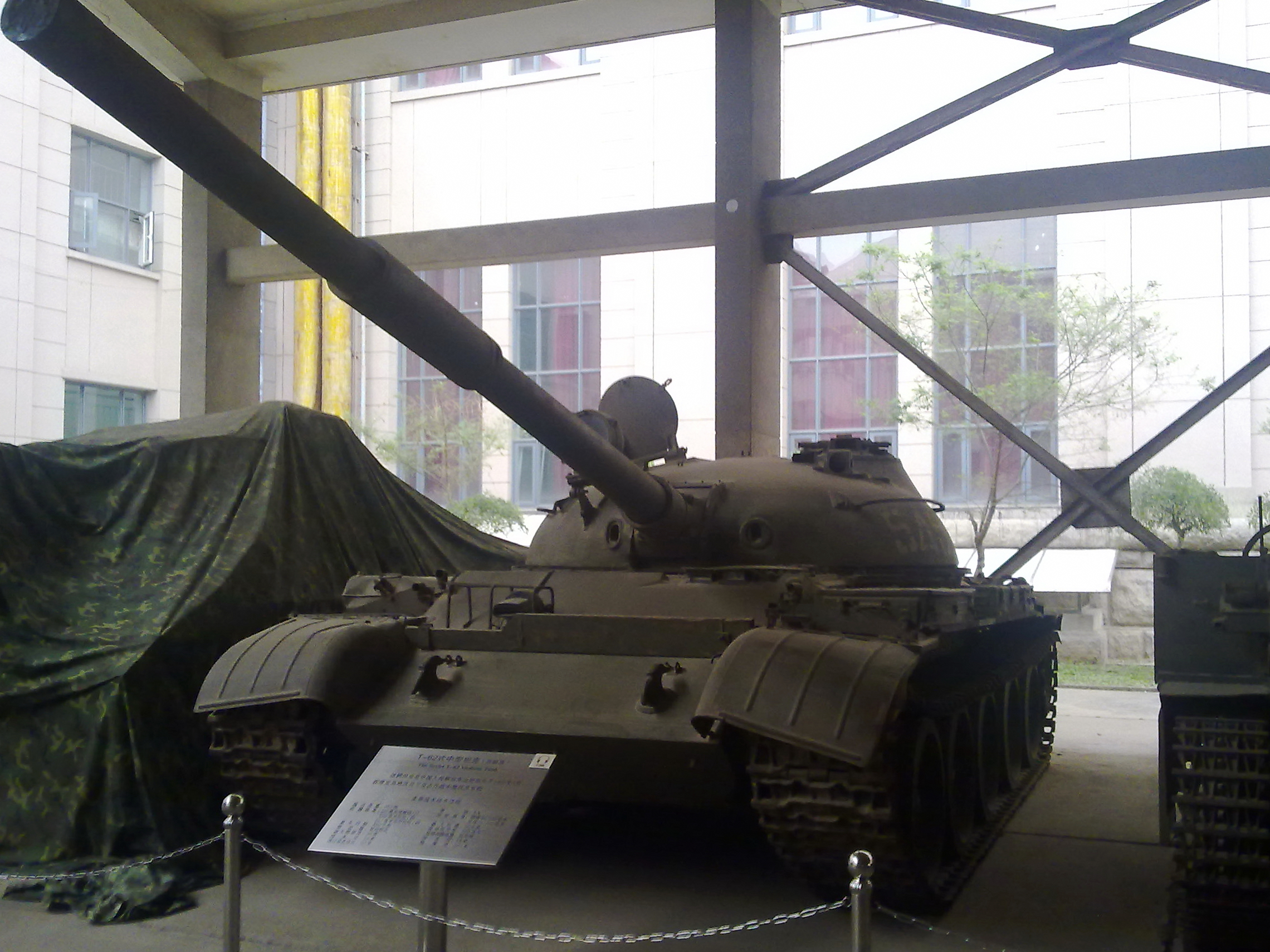
珍寶島事件中被繳獲的T-62坦克。

文化大革命时期，中華人民共和國與蘇聯的边界爭議主要圍繞珍宝岛和七里沁岛，冲突多數发生在這一帶地區；1968年1月，苏军以装甲车撞死爭議島嶼上的4名中国居民，是中苏最為严重的冲突事件之一。事后，中共中央军委立下规定，容許中方在蘇聯挑釁時有限度地反击，以達到自卫的目的，又派兵員鎮守七里沁岛附近地區；同時，蘇聯也減少在中苏边界主動挑釁。因此，兩國有一段時間沒有出現武装冲突。
1969年3月，中蘇兩國在珍宝岛一帶發生衝突，是為珍寶島事件:96。史學界對珍寶島事件的緣起和經過抱持不同主張：一說指蘇軍侵入珍宝岛，襲擊中方邊防兵員，造成死傷，中方因此反击:96；另一說則指中方事前已準備好兵器，想以主權問題破壞蘇聯的威信:125–126；更有一說指珍寶島事件只是偶然的槍戰，是蘇聯以中方攻擊為藉口，企圖掩飾蘇軍在事件中的失敗表現:125。同年，中蘇兩國在新疆铁列克提爆發軍事衝突:58。
珍寶島事件後，蘇聯軍方內部的強硬派主張向中國進行核打擊；消息傳出後，中方嚴陣以待，全國進入臨戰狀態，開始生產軍備和挖掘防空洞:229–230。同時，蘇聯亦有高層主張與華對話，雖然中方一度拒絕:231，但周恩來其後和蘇聯政府高層阿列克謝·柯西金會談，達成中蘇不該因邊界衝突而兵戎相見的共識:96。
1970年代，毛澤東提出「一條線」的外交方針，主張中國與第三世界國家團結起來、爭取第二世界國家的支持，和美國建立一道反對蘇聯霸權的戰線；同時，由於中蘇關係陷入緊張，《中蘇友好同盟互助條約》已名存實亡，中國亦決定不把條約延期:98, 112。
其後，蘇聯決定調整戰略，希望能緩解與中國的矛盾，改善對華關係:59。1982年3月，勃列日涅夫發表「塔什干講話」，指出雖然中華人民共和國施行的政策不符合社會主義，但蘇聯從不否认中国有着社会主义的制度，也承认中华人民共和国对台湾有主权，不會支持两个中国；他否认对中国有领土要求，同意就边界问题與中國谈判，又回憶中苏兩國關係友好緊密的時期。同年10月，中华人民共和国和蘇聯派代表就邊界糾紛舉行會談，雖未能解決边界爭議，卻改善了民間的氣氛:60。
後來，戈巴卓夫在1985年3月上任蘇聯共產黨中央委員會總書記一職；同年7月，他發表「海參崴講話」，計劃與中國磋商邊界問題，又表示考慮從蒙古撤出一定數量的蘇聯兵員:60。1988年12月，時任中華人民共和國外交部部長錢其琛正式訪問蘇聯；翌年中旬，戈巴卓夫到訪中國，中蘇關係終於得以正常化:60–61。此後，中蘇關係發展順利:142。
1989年5月苏共中央总书记戈尔巴乔夫访问中国，会见了中共中央总书记赵紫阳、中共中央军委主席邓小平、中国国家主席杨尚昆等领导人，是自中苏交恶三十年來两国领导人首次正式会谈。这时正值六四事件前夕，天安门广场上聚集了大批群众，接待仪式从人民大会堂东门外广场改为北京首都国际机场。中国国家主席杨尚昆陪同戈尔巴乔夫在停机坪检阅中国人民解放军陆海空三军仪仗队。
1991年5月，時任中國共產黨中央委員會總書記江澤民出訪蘇聯，與蘇共中央總書記、蘇聯總統戈爾巴喬夫會面。中蘇雙方簽署《中苏国界东段协定》，成立勘界委員會，又決定了一些爭議島嶼主權誰屬，解決了97%的中蘇東段邊界爭議:228–229。

### 經貿關係
中華人民共和國成立後，中蘇貿易得到大規模的發展：截至1950年，蘇聯是中國最大的出口國；截至1953年，蘇聯出口到中國的總額佔蘇聯對外貿易額的18%。在中苏兩國最為友好的時期，苏联向中国供應的工业器材多是重工业设备，這些设备的價錢一般比美國、英國的市场价格便宜。此外，苏联也向中國提供援助，派遣專家來華，協助改善經濟:58。
第一個五年計劃期間，蘇聯承諾援建逾百個大型項目，如製藥廠、火電廠、飛機製造廠、拖拉機廠等，促進了經濟建設:74–75；為補償蘇聯在華援建，中國向蘇聯供應了銅、銻、橡膠等物資:73。
1958年，隨着中蘇關係的惡化，蘇聯單方面撤銷援助中國核工業的協定，又撤回全數在華專家:191。由於中蘇交惡，中國與蘇聯及其東歐衛星國的雙邊贸易额大幅下降，但中国與西方国家的贸易亦因而有所發展。中蘇交惡後，有指中國被蘇聯逼使償还债項、而致出現飢荒（即「蘇聯逼债」），這說法曾被廣泛流傳；但有史家根據中華人民共和國的歷史文獻和記錄，認為“逼债”之說子虛烏有，而蘇聯更曾在三年困難時期容許中方推迟还债。

### 文化關係
在中蘇關係密切時，俄語成了中國學生學習外語的普遍選擇，中國的教育政策也全面地仿傚蘇聯的社會主義模式：大規模裁減綜合大學、建立單科大學，剔除教會大學等，制定統一的教材和教案，並減少文科學生、增加理科學生:48，這些合併後的高校在1990年才重新編制回英美式的綜合大學。
在1950年代，中苏兩國音乐的交流高度政治化；當時的中國引入苏联在音乐教育、创作、表演等方面的經驗，也有苏联音乐家來華。中國音乐学家薛范合共翻译了近1000首俄羅斯或蘇聯的歌曲，當中既有俄國民俗音樂、也有苏联音樂作品；他的译作包括《斯拉夫送行曲》、《莫斯科郊外的晚上》、《顿河好汉》等。俄語歌曲《喀秋莎》是第二次世界大战時在蘇聯耳熟能詳的軍歌；這首歌在中國非常著名，還成了志願軍赴朝參戰的軍樂。當時，蘇聯電影在中國也很流行。
後來，中蘇之間的學術交流受到文化大革命影響；在此期間，中方曾驅逐蘇聯的記者，蘇聯當局也曾和中國留學生爆發衝突:123–124。文化大革命期間，蘇聯經常以霸權、独裁等負面形象出現在中國的文艺创作裡；中蘇糾紛稍為緩和時，關於蘇聯的中國文艺作品有些是描写異國人反抗沙俄或苏联侵略，有些則以緝捕苏联间谍為題。

| - 1950年中苏友好同盟互助条约 | - 1969年珍宝岛事件 - 1969年铁列克提事件 |

## 中华人民共和国与俄罗斯联邦

### 国情比较
| 国名 （简称）        | 中华人民共和国 (中国)                    | 俄罗斯联邦 (俄罗斯)                     |
| 国徽                 |                                          |                                         |
| 国旗                 | 中国                                     | 俄罗斯                                  |
| 疆域                 |                                          |                                         |
| 面积                 | 9,640,011平方千米（3,717,813平方英里）   | 17,125,242平方千米（6,612,093平方英里） |
| 人口                 | 1,365,700,000                            | 146,880,432                             |
| 人口密度             | 140/平方                                 | 8.3/平方                                |
| 首都                 | 北京                                     | 莫斯科                                  |
| 最大城市             | 上海（23,019,148）                       | 莫斯科（14,837,510）                    |
| 政府                 | 单一制、人民代表大会制度、一党制、共和制 | 联邦制、半总统制、共和制                |
| 建國者               | 毛澤東                                   | 鮑利斯·葉爾欽                           |
| 现任最高领导人       | 中共中央总书记：习近平                   | 总统：弗拉基米尔·普京                   |
| 现任国家元首         | 国家主席：习近平                         | 总统：弗拉基米尔·普京                   |
| 现任政府首腦         | 國務院總理：李強                         | 总理：米哈伊爾·米舒斯京                 |
| 执政党               | 中國共產黨                               | 統一俄羅斯                              |
| 立法机关             | 全國人民代表大會（包括常務委員會）       | 俄羅斯聯邦會議（聯邦委員會和国家杜马）  |
| 官方语言             | 现代标准汉语                             | 俄語                                    |
| GDP (国际汇率)       | $14.14万亿（2019）                       | $1.637万亿（2019）                      |
| GDP (购买力平价)     | $27.80 万亿（2020估计）                  | $4.17 万亿（2020估计）                  |
| 人均GDP (国际汇率)   | $10,098（2019）                          | $11,162（2017）                         |
| 人均GDP (购买力平价) | $20,984（2020估计）                      | $30,820（2020估计）                     |
| 人類發展指數         | 0.719 (高)                               | 0.816 (极高)                            |
| 外匯儲備             | 3,990,000 (百万美元)                     | 467,200 (百万美元)                      |
| 国防预算             | $131.57 百万                             | $90.7 百万(2013)                        |

1991年以来的中华人民共和国领导人（中共中央总书记）和俄罗斯联邦领导人（俄罗斯总统）。

### 政治關係

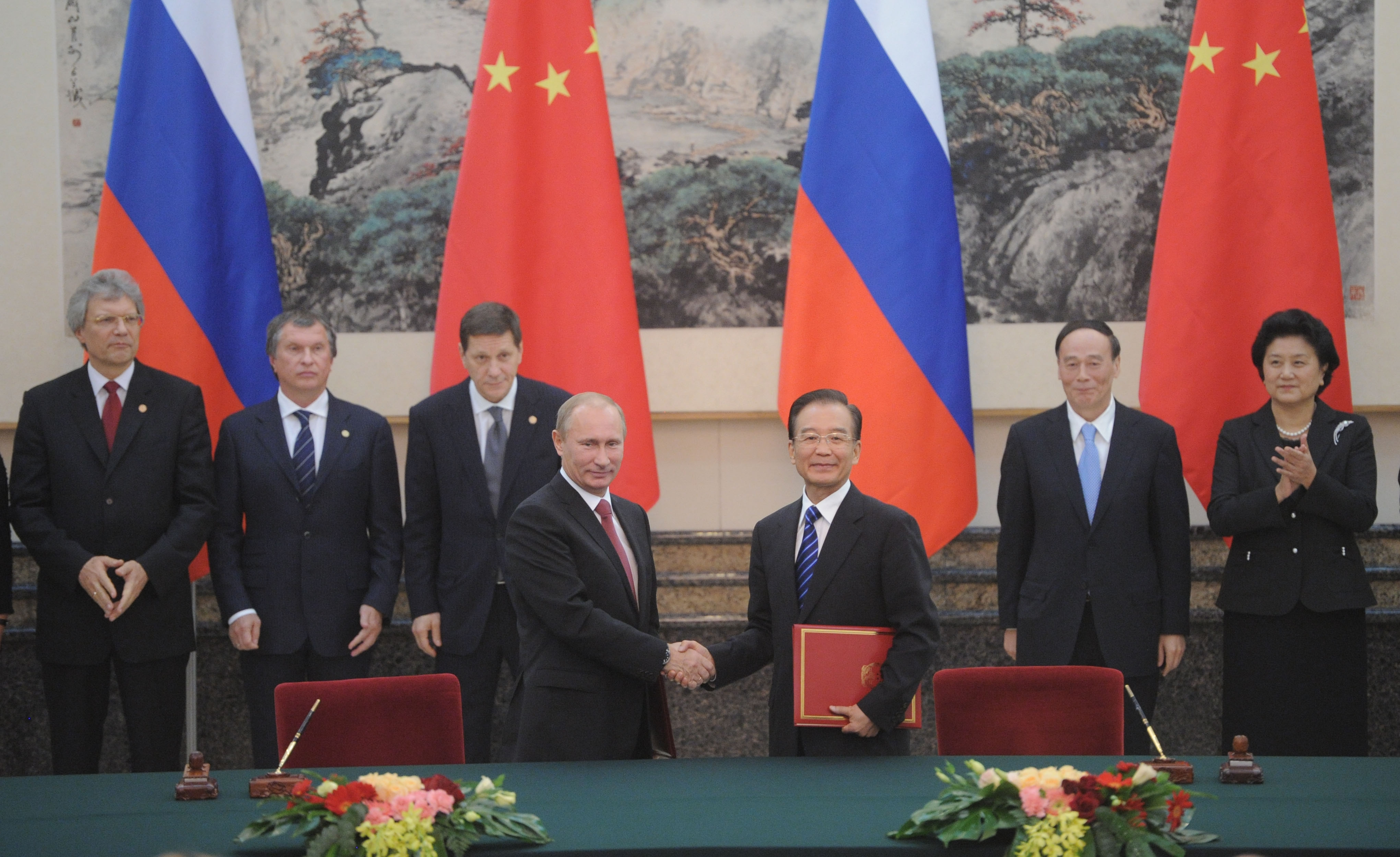
圖為俄羅斯总统普京與中国国务院总理溫家寶。

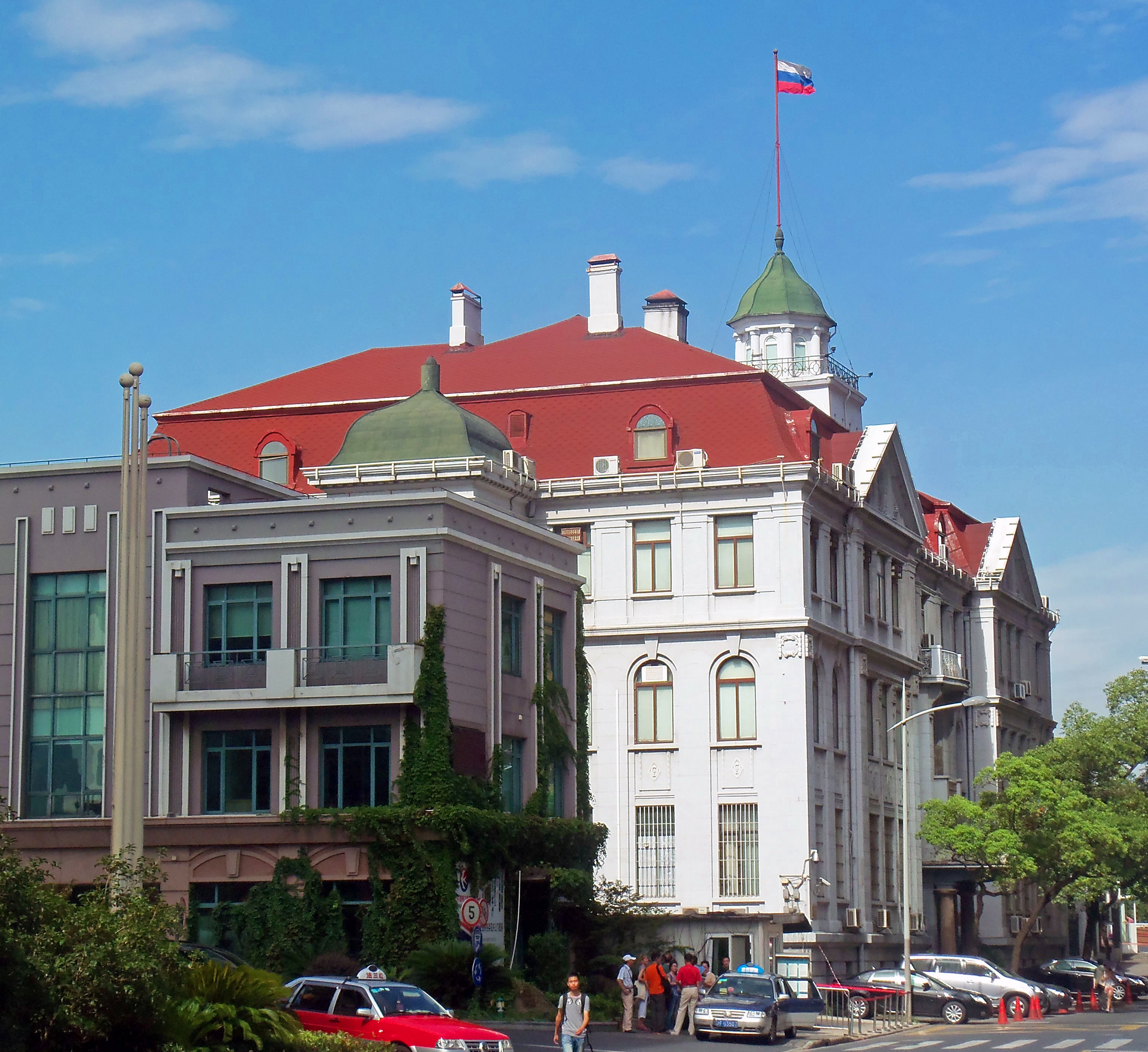
俄罗斯驻上海总领事馆

1991年末，蘇聯解體，包括俄羅斯在內的蘇聯加盟共和國分別成為了獨立的國家。中華人民共和國政府在當年12月27日宣佈承認俄羅斯聯邦政府:142；同日，中國外交部部長錢其琛致電俄羅斯聯邦外交部部長安德烈·科济列夫，表示中方決定改任原來的駐蘇聯大使王藎卿為中國駐俄羅斯聯邦大使。
俄羅斯聯邦成立後，中國對中俄关系的原則有「三好」和「三不」，其中「三好」是指中俄兩國是好伙伴、好朋友和好鄰居，「三不」則是指中俄不會結盟、不會彼此對抗、也不會聯手針對第三方:170–171。
1992年12月，俄羅斯总统叶利钦应中国国家主席杨尚昆邀请访问中国，叶利钦与中共中央总书记江泽民和中国国家主席杨尚昆等中方领导人进行了会晤，兩國領導人签訂联合声明，把中俄关系提升至「睦邻友好、互利合作」的層次；1994年下半年，江泽民出访俄羅斯，兩國領導人再次签署联合声明，決定使中俄关系成為「建设性伙伴关系」。其後，叶利钦在1996年4月再度访华，与江泽民舉行会谈；中俄領導人签署第三次联合声明，宣布建立中俄之間「平等信任、面向21世纪的战略协作伙伴关系」。
2000年，中俄两国签订团体旅游互免签证协议，两国公民可以以跟团旅游的方式免签证入境对方国家。
2001年7月中旬，江泽民與俄罗斯总统普京簽訂有效20年的《中俄睦邻友好合作条约》，確定了中俄兩國合作的原则；其後，江泽民表示条约将以法律形式鞏固中俄友好，並规划了中俄關係在21世纪的發展。2004年10月中旬，中俄兩國簽訂《中俄邊界東段補充協定》，成功勘分98%的東段和西段國界；翌年，剩餘部分國界的勘分和相關立法程序亦告完成，中俄領土爭議到此為止:185。
2008年5月，四川發生大地震，造成大量的傷亡和嚴重的經濟損失；中國政府在地震後接受了多個國家和地區的援助，其中俄羅斯既向中國提供救災物資，又派出救援隊伍來華:182–183。同年10月13日，半个黑瞎子岛正式交付中国，至此中俄东段边境最终确定。
2012年7月15日，一艘中国渔船被俄方指控非法捕鱼而在俄罗斯滨海边疆区被扣。16日，俄罗斯一艘海岸巡逻船在日本海俄罗斯专属经济区向一艘載有22.5吨鱿鱼中國渔船开火，造成1人失踪，并将渔船押往纳霍德卡。7月19日，中國外交部副部长程国平约见俄国驻华使馆临时代办，谴责俄国海警向中国渔船开火。程国平表示中方對俄方粗暴执法表示强烈不满。
2013年上半年，中共中央總書記兼中國國家主席習近平在莫斯科發表演說，形容中俄关系是「世界上最重要的一組雙邊關係」和「最好的一組大国關係」:207。
2014年，烏克蘭爆發武裝衝突，俄羅斯被指干涉該国事務，引起西方国家抨擊；中國沒有批評俄羅斯在烏克蘭衝突中的角色，但也沒有予以支持。有分析指，中俄關係因烏克蘭衝突而更密切；分析認為，這是因為西方国家的批評迫使俄羅斯只能致力發展對華關係，沒有其他選擇。
从2010年起，俄罗斯开始考察越南金兰湾。2014年乌克兰冲突爆发后，中越南海冲突击亦不断升级，俄罗斯国防部长谢尔盖·绍伊古随之声称，俄罗斯关于在越南和新加坡建立军事基地的谈判已经接近尾声。2016年10月，俄罗斯国防部突然发布消息称正在考虑在金兰湾建立军事基地，而越南官方却回应称不会把金兰湾交给俄方使用。越南外交部发言人黎海平在记者会上表示：“越南的一贯立场是坚持军事不结盟，不与其他国家结盟对抗第三方。我们不会允许任何国家在越南设立军事基地。”
应俄罗斯总统普京邀请，2018年9月11日至12日，习近平赴俄罗斯符拉迪沃斯托克出席第四届东方经济论坛。出访期间，习近平与普京共同出席中俄经贸、人文、地方交往等活动。此次出访是习近平自2012年出任中共中央总书记成为最高领导人以来第7次访俄，也是2018年内中俄两国元首的第3次会晤。2019年6月5日，正值中美貿易戰激化期間，習近平訪問俄羅斯，中俄领导人决定将中俄關係提升为新时代全面战略协作伙伴关系。英国广播公司对此认为，两国关系已经发展成为准盟友关系，并为日后可能发生的第二次冷战结盟打下了一定的基础。
2022年2月4日，俄罗斯总统普京访华并出席北京冬季奥运会开幕式。随后，中华人民共和国和俄罗斯联邦發表联合声明，指出两国友好没有止境，合作没有禁区。
2022年10月27日，俄罗斯总统普京表示，俄罗斯视中国为亲密的朋友。
2023年2月2日，俄罗斯外长拉夫罗夫接受俄国家官方媒体“今日俄罗斯”国际新闻通讯社专访时表示，俄中没有建立军事联盟，但双方关系高于传统军事联盟质量，没有限制、界限和禁忌话题，两国关系正处于建交以来最好状态。

### 經貿關係
2013年，中俄兩國的雙邊貿易總額为683.3亿美元，其中中国出口516.9亿美元到俄罗斯，俄罗斯則出口166.4亿美元到中国，逆差350.5亿美元；截至2013年，中国是俄罗斯最大的进口来源地、第六大的出口市场，亦是俄罗斯主要逆差来源地之一。俄罗斯出口到中国的主要产品包括礦产、化學工業产品等，中国則主要出口机电产品、纺织品（及其原料）、卑金屬（及其製品）等商品到俄罗斯。

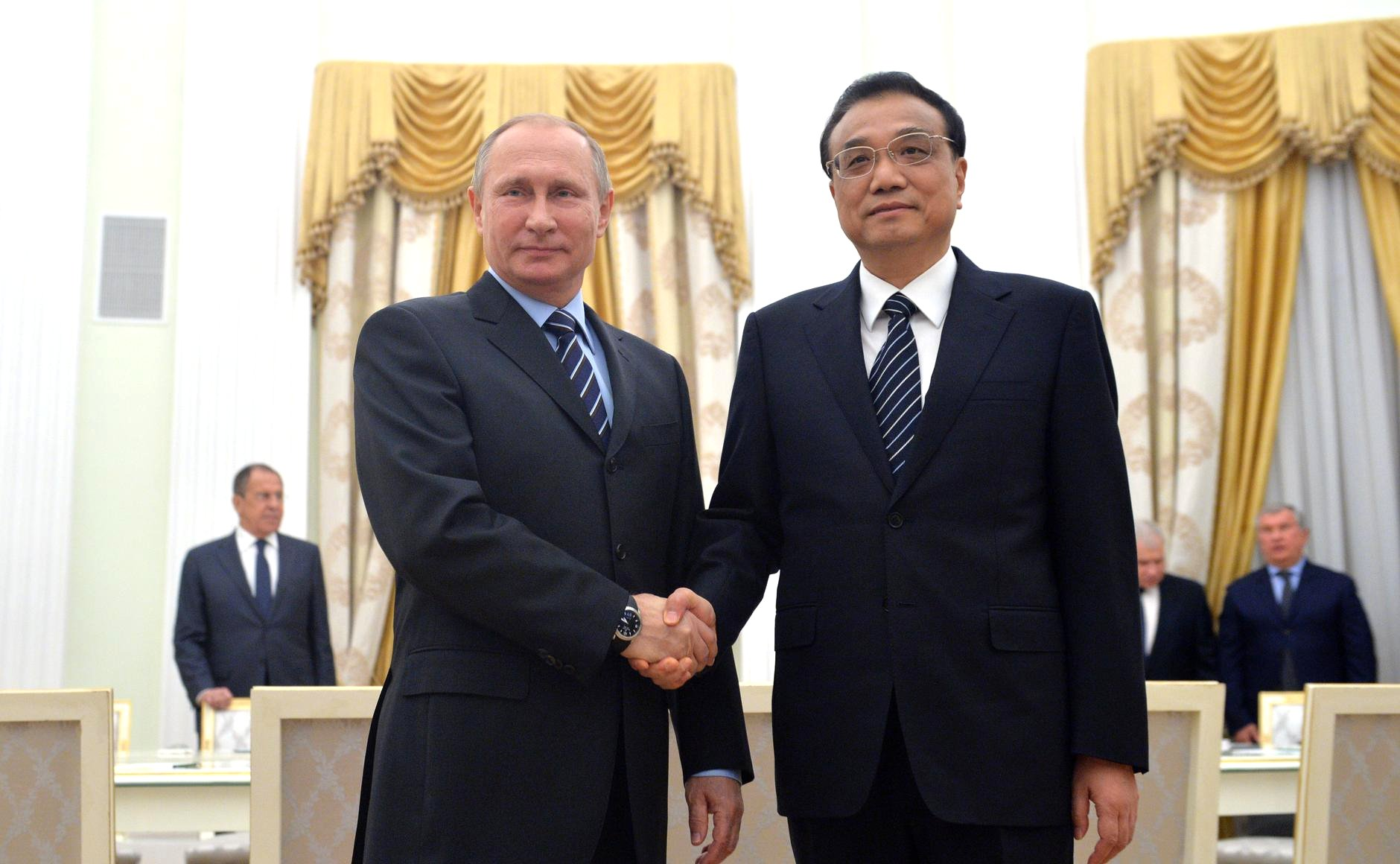
2016年11月，中国国务院总理李克强与俄罗斯总统普京会面

2011年，中國合共对俄罗斯直接投资3.03亿美元（不包括金融业），涉及的领域包括能源、矿产资源、林业等，俄罗斯对中國的投资則涉及制造业、运输业等领域；同年，中俄兩國合共签署了總金额為13.8亿美元的工程承包合同。
除了官方贸易外，中俄之间也曾出现大规模的民间贸易。苏联解体后，俄罗斯极度缺乏轻工业产品，这使中国小商品及服装产业经营者开始从事民间边贸活动。这些国际“倒爷”大多乘火车（尤其是3/4次列车）自行带货，列车进入俄罗斯境内后，每停一站即有中国倒爷站在车窗口售货，经常是车还没到莫斯科，货便已售罄。这种暴富现象也引起了不法分子的注意，1993年更因此发生了一系列抢劫案。同时，一些倒爷将劣质产品带到俄罗斯销售，中国货的声誉受到一定程度损害。
中國的綏芬河市是中俄兩國其中一個最重要的貿易口岸，提供各式各樣的貨品，貨物出口到近乎半個俄羅斯的地區；在綏芬河市，一些商場內的店鋪專門招待俄羅斯人，不欲華人光顧。同時，俄屬遠東的市場幾乎被中國貨物壟斷，一些俄羅斯人對此感到憂慮；曾有民意調查在2007年詢問俄羅斯人對國家出現中國勞工、中國企業和中國貨品的喜惡，發現21%的俄國人厭惡當地商鋪出現中國貨品、48%的俄國人厭惡當地有中國企業、41%的俄國人厭惡當地中國勞工日益增加，這是因為到俄羅斯經商的中國人不認識當地文化和法律，也不願融入當地社會:288–289。雖然俄屬遠東地區勞動力不足，但俄羅斯近年推行了新措施，趕走俄屬遠東的部分中國人:289。
有些中國人企盼着到俄羅斯工作，也有俄羅斯人要為生計而在華就業。逾萬名华人在海参崴定居和營商，他们所从事的行業包括飲食業、房地产業、第三产业等，經常遭受俄羅斯警察和幫會勒索；中國則有俄羅斯人在專門服務自己同胞的餐廳工作。

### 軍事關係
中華人民共和國曾向俄罗斯採購大量軍備，如导弹、直升機、驱逐舰、潜水艇等，亦有購買零件，为俄羅斯国防工业带来收入，但中俄的軍火貿易和軍事合作曾在2006年至2008年陷入停滯。
2010年5月，時任中共中央軍委主席胡錦濤親自赴莫斯科出席紀念衛國戰爭勝利的閱兵儀式，又在無名烈士墓前獻花；他表示，中國和俄羅斯人民在第二次世界大戰期間締結的友誼，是現在中俄友好的基礎。
2013年8月中旬，中俄兩國在切巴尔库尔進行反恐軍事演習，名為「和平使命―2013」；演習旨在令中俄兩軍能在沙場上並肩作戰，以及提供兩軍交流反恐策略的機會。
2014年5月，中國人民解放軍海軍和俄羅斯海軍在東海舉行名為「海上聯合-2014」的聯合軍演，兩軍派出參與軍演的軍備有艦艇、潛艇、固定翼飛機等，是中俄兩國海軍在東海舉行的第一次軍演。演習過程中，曾有日本自衛隊军機進入演習區域，但遭到解放軍战斗机的阻攔，亦有傳聞稱日本方面有偵察船偽裝為漁船，到軍演區域搜集情報；事後，中華人民共和國外交部批評日本的上述行為危險和挑釁。
2015年，中國人民解放軍派出共110名軍人組成的儀仗隊，應邀參與2015年红场阅兵；阅兵儀式上，普京在演說中特別提及中國對二戰同盟國勝利的貢獻。同年，中國人民解放軍海軍與俄軍在地中海舉行軍事演習，是解放軍海軍曾參與、距離中國本土最遠的演習；有西方媒體認為軍演顯示中國的野心日益增加，兩國國防部則否認軍事演習是針對第三方。分析認為，解放軍可在軍演中學習俄軍應對北约監視的技巧，以提升應付外國騷擾的能力。

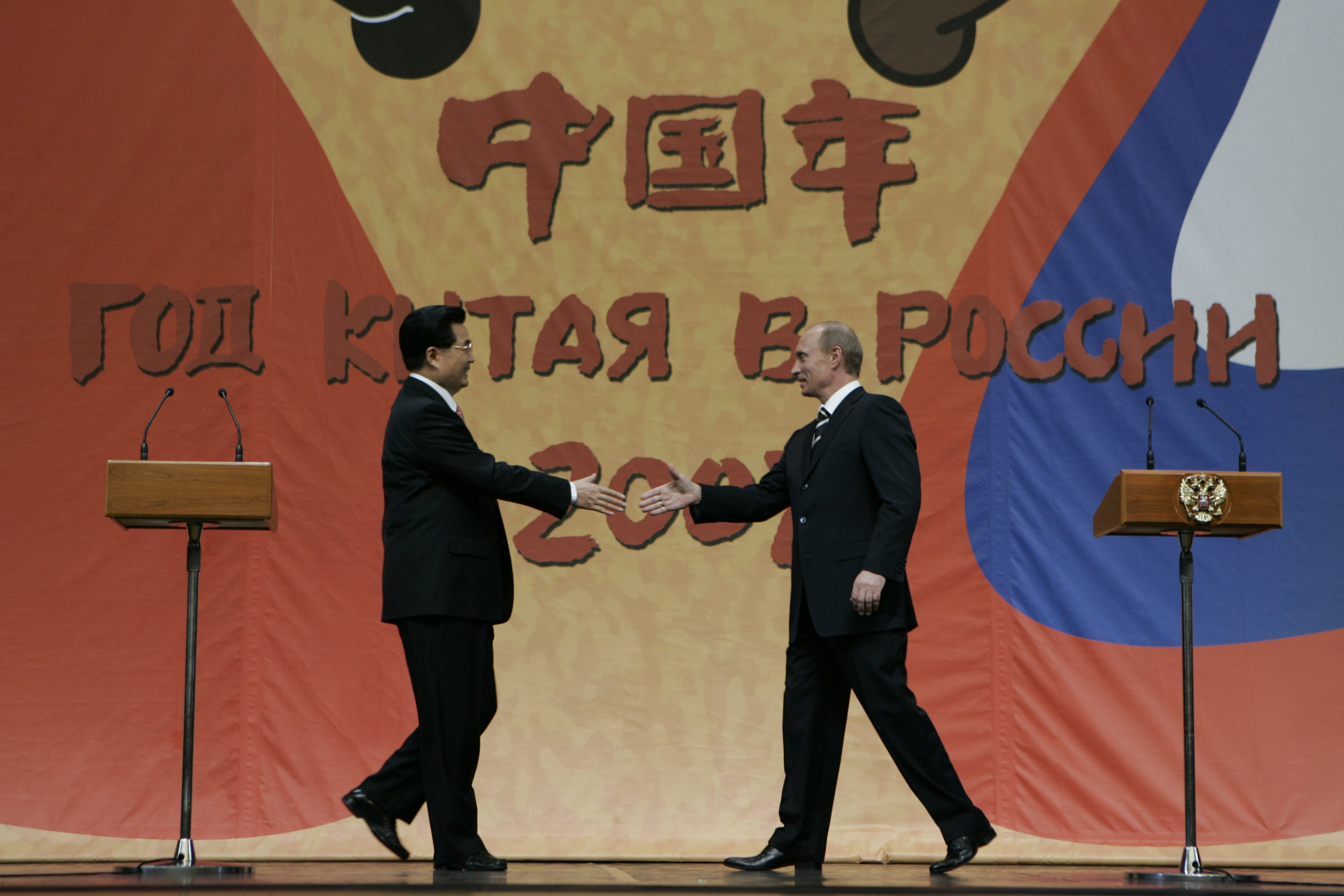
俄羅斯总统普京與中華人民共和国主席胡錦濤出席2007年「中國年」。

2016年4月份兩國國防部宣布進行反導系統的首長司令部計算機模擬演習，連線雙方的飛彈指揮系統形成一個共同的防空網，央視稱此一動作為了反制美國四處部屬的反導系統。
2018年8月中下旬至9月中旬，根据中俄双方达成的共识，在俄罗斯举行举行了“东方-2018”战略演习，9月11日至15日双方在俄后贝加尔边疆区楚戈尔训练场共同组织联合战役行动演练。中方参演兵力约3200人，各型武器装备900多台，固定翼飞机和直升机30架，主要演练机动防御、火力打击、转入反攻等课目。图－95、图－22、苏－27、苏－34、苏－35、米－26、卡－52等先进战机和T72B3坦克、2S19自行榴弹炮、“旋风”火箭炮、“山毛榉”－M2防空导弹、“伊斯坎德尔”导弹等俄军“明星”主战装备成系列公开亮相。
2019年起，中國人民解放軍空軍開始參與俄羅斯空天軍的「東京急行」行動，兩國的轟炸機每年共同繞飛日本一次。

### 文化關係
远东联邦大学、莫斯科国立大学、梁赞国立大学、喀山联邦大学等18所俄羅斯學府均設有孔子学院。其中，莫斯科大学孔子学院由北京大学与莫斯科大学合作建立，開設汉语、书法、中医、武术等课程；截至2014年5月，莫斯科大学孔子学院共有約2000名已毕业的学员。
2005年7月，中俄兩國宣布將在2006年和2007年互办「国家年」活動，中國在2006年舉行「俄罗斯年」活動、俄罗斯則於2007年舉行「中国年」。中国「俄罗斯年」活動包括音乐会、书展、科技论坛等，不單是文化交流，也牽涉到中俄兩國的經貿和軍事往來；俄罗斯「中国年」的活動則有影展、郵票展覽、烹饪比赛等。繼互办「国家年」後，中俄兩國在2009年和2010年互办「语言年」，「俄语年」的活動包括俄语教师评比、寫作比賽等，「漢语年」的活動則有美术展、文艺晚会等。其後，中国在2012年舉辦「俄罗斯旅游年」，俄罗斯則在2013年舉辦「中国旅游年」。

### 重要事件
| - 2001年中俄睦邻友好合作条约 | - 2004年中俄边界东段补充协定 |